# Marine nationale (Senegal)
La Marine nationale è la componente navale delle forze armate dello Stato africano del Senegal.
Il Senegal creò una piccola forza navale alle dipendenze dell'Esercito nel 1961, poco dopo la proclamazione dell'indipendenza nazionale; espansa nell'organico e addestrata con la collaborazione della Francia, questa divenne una forza armata autonoma nel 1975, ampliando ulteriormente la linea del naviglio in servizio negli anni 1980 e poi ancora all'inizio del XXI secolo. La Marine nationale senegalese rimase comunque una forza piccola, con pochi assetti di valore bellico e dotata principalmente di naviglio leggero per la sorveglianza costiera e della zona economica esclusiva; navi della Marina hanno tuttavia attivamente supportato gli interventi all'estero dell'Esercito senegalese in Gambia nel 1981 e nella Guinea-Bissau nel 1998-1999, oltre a fornire appoggio alle unità terrestri durante il perdurante conflitto di Casamance nel sud del Senegal.

## Storia

### La nascita

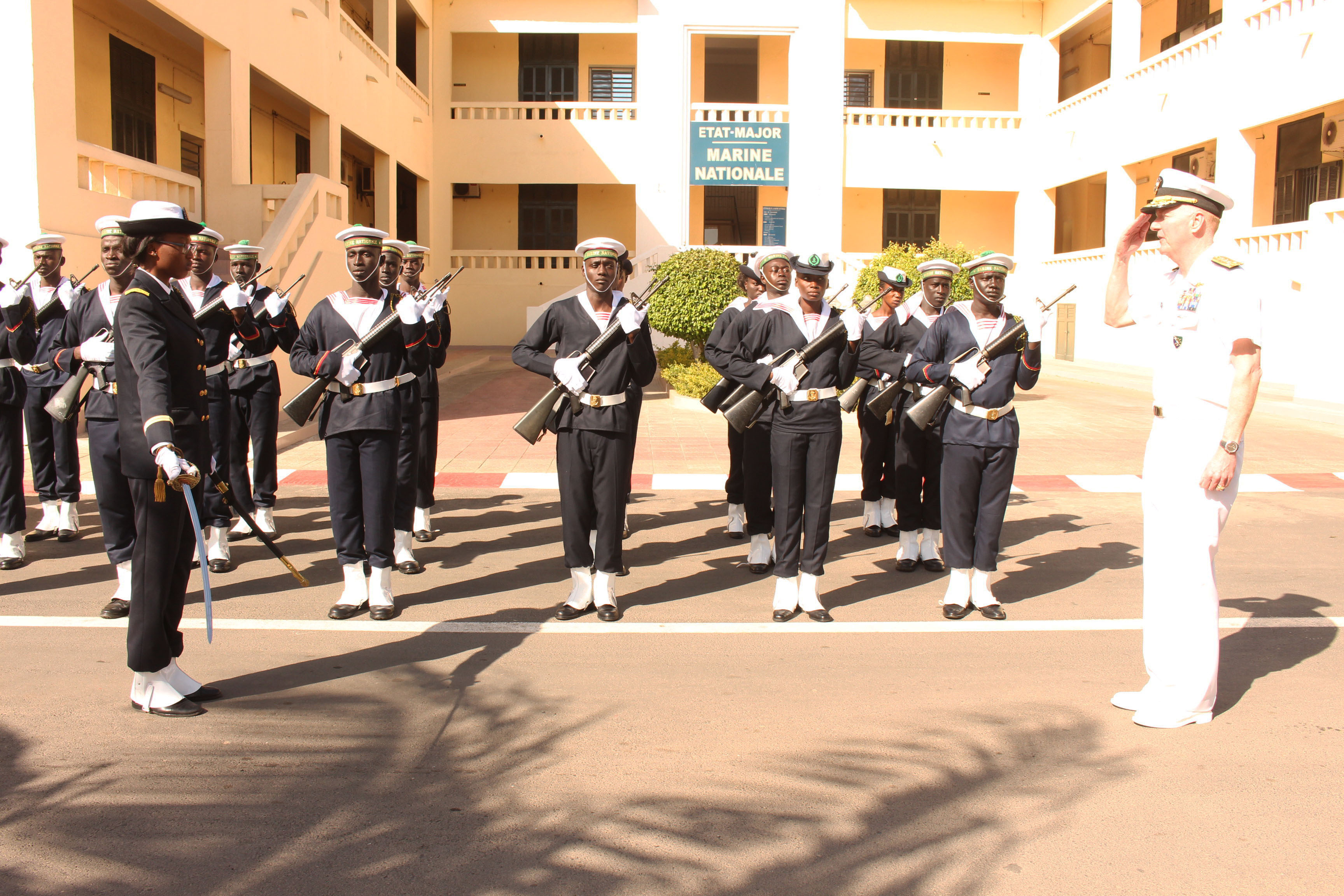
Una guardia di marinai senegalesi rende gli onori a un ammiraglio statunitense in visita al comando della Marine nationale nel 2016

L'odierno Senegal ottenne l'indipendenza dalla Francia il 4 aprile 1960, pur continuando a mantenere solidi legami con l'ex potenza coloniale; il nuovo Stato si ritrovò con 718 chilometri di coste affacciate sull'Oceano Atlantico, cui si aggiunse poi una zona economica esclusiva ampia 212000 km², il che spinse le neonate Forze armate del Senegal ad attivare quasi subito una componente navale militare. Un primo nucleo navale fu creato già all'indomani dell'indipendenza nel 1960, mentre nel maggio 1961 fu attivato un ufficio marittimo presso lo stato maggiore generale delle forze armate e una "Armée de mer" subordinata al controllo dell'Esercito. Lo sviluppo delle forze navali senegalesi procedette lentamente, e solo nel 1972 l'ufficio marittimo divenne uno stato maggiore separato con la designazione di Commandement de la Marine (COMARINE); un ufficiale navale francese, il capitano di corvetta Guilles Boulier, ricoprì l'incarico di primo direttore del COMARINE. L'Armée de mer fu infine costituita come forza armata autonoma dall'Esercito all'inizio del 1975, assumendo la designazione di "Marine nationale"; il 25 gennaio 1975 il capitano di corvetta Faye Gassama, diplomato all'École navale di Brest, divenne il primo ufficiale senegalese ad assumere la direzione del COMARINE: Gassama avrebbe poi retto il comando della Marina senegalese fino al maggio 1989, ritirandosi con il grado di viceammiraglio.
La Francia fu, fin dalle origini, il principale fornitore di naviglio militare della Marine nationale senegalese. La prima unità messa in servizio fu, nel 1961, il Sénégal, un cacciasommergibili con scafo in legno di costruzione statunitense da 140 tonnellate di dislocamento e armato con un cannone da 40 mm e tre mitragliere da 20 mm, un residuato bellico della seconda guerra mondiale ceduto di seconda mano dalla Marina francese. A questo fecero seguito, tra il 1963 e il 1968, i trasferimenti di un paio di motovedette di seconda mano francesi e un paio di mezzi da sbarco tipo LCM di costruzione statunitense, oltre ad alcune unità ausiliarie e da impiego costiero. In vista della costituzione della Marina come forza armata autonoma, tra il 1971 e il 1977 i cantieri francesi consegnarono tre pattugliatori di nuova costruzione (Saint Louis, Poponguine e Podor), da 240 tonnellate di dislocamento e armati con due cannoni Bofors 40 mm, oltre alla nave da sbaro tipo LCT Falemé da 730 tonnellate di dislocamento.

### L'espansione

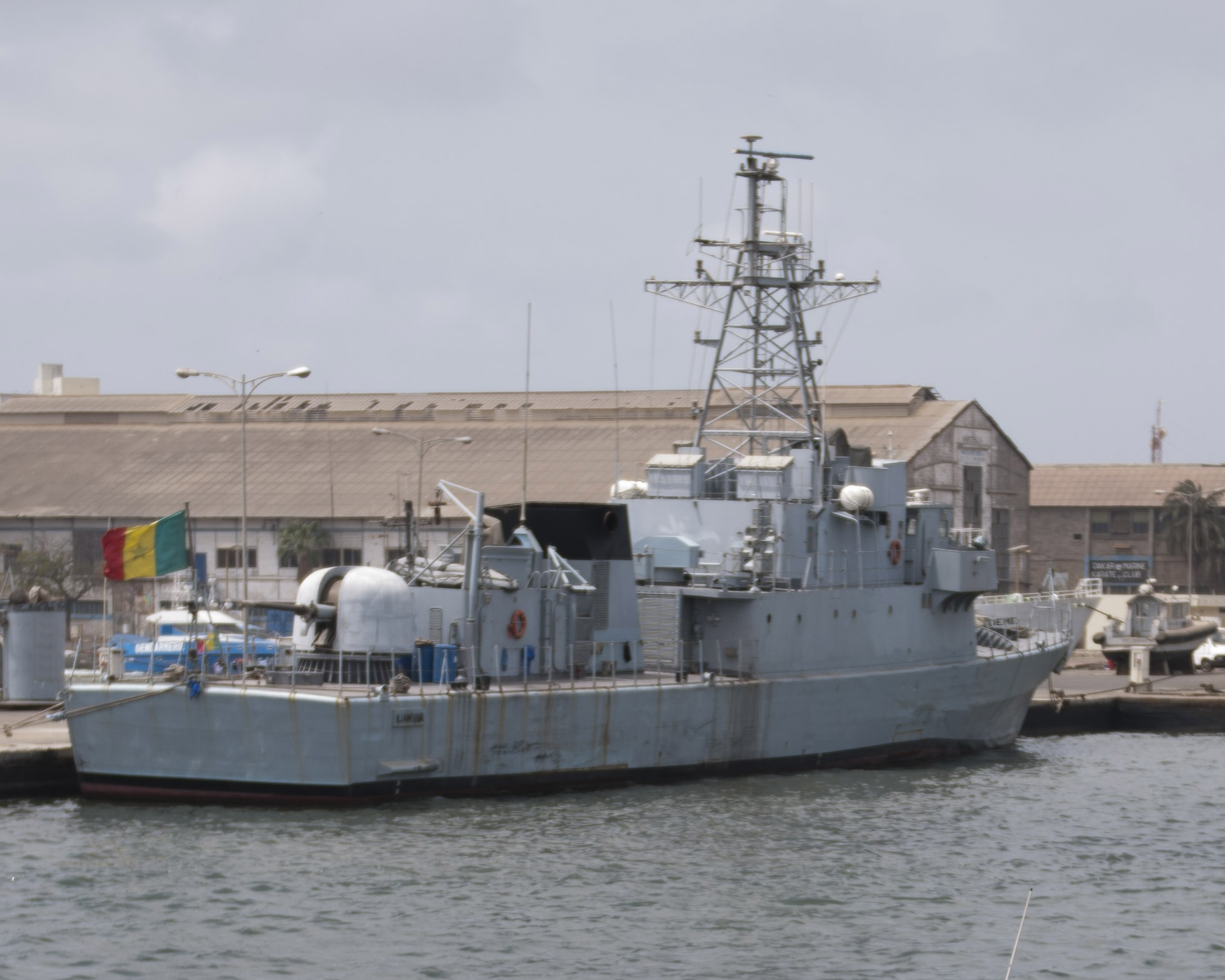
La cannoniera Njambuur, principale unità da combattimento della Marine nationale, alla fonda a Dakar nel 2014

Gli anni 1980 videro una fase di progressiva espansione della Marine nationale senegalese: mentre gli effettivi in servizio passavano da 350 a 700 uomini, nel 1980 fu attivata un'unità di forze speciali navali, l'Unité des fusiliers marins commandos (FUMACO), creata in collaborazione con le forze speciali dell'Esercito; nel 1987 lo stato maggiore fu riorganizzato in due comandi separati, il Groupement naval opérationnel (GNO) per la direzione delle operazioni navali e il Groupement de soutien de la Marine (GSM) per la gestione delle attività logistiche. Nel 1989, infine, fu attivata una base navale secondaria a Elinkine, alla foce del fiume Casamance nel sud del paese, in aggiunta all'arsenale principale situato nella capitale Dakar.
Nello stesso periodo, la linea del naviglio conobbe un salto di qualità tramite l'entrata in servizio, nel 1983, della Njambuur, una motocannoniera di nuova costruzione di origine francese armata con un paio di complessi Otobreda 76/62; l'unità, prima vera nave da combattimento della piccola flotta senegalese, era predisposta anche per l'imbarco di missili antinave francesi Exocet, che tuttavia non furono mai installati. Sempre dalla Francia arrivò nel 1986 la nave da sbarco tipo LCT Karabane, ma il Senegal iniziò a differenziare maggiormente i suoi fornitori di naviglio militare: a cantieri navali danesi fu quindi commissionata nel 1985 la costruzione del Fouta, un pattugliatore d'altura da 500 tonnellate di dislocamento armato con un Bofors 40 mm e una mitragliera da 20 mm, ottimizzato per la sorveglianza delle attività di pesca e la conduzione di missioni di soccorso in mare aperto; l'unità fu consegnata nel 1987. La Cina invece fornì nel 1989 un paio di piccole cannoniere della classe Shanghai (Banjul e Cuajur), radiate dai ranghi tuttavia già nel 1995.

### Impieghi operativi

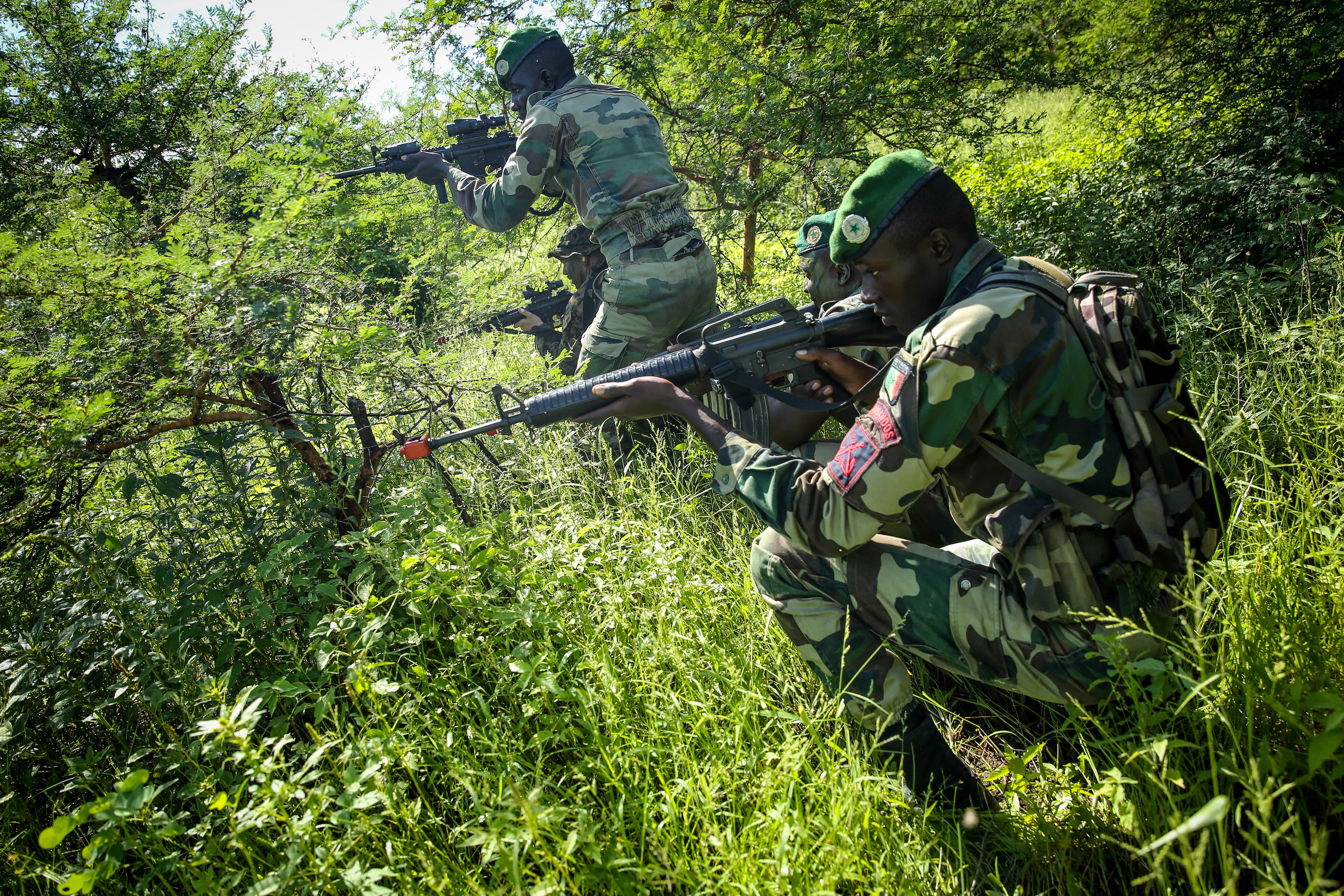
Fucilieri di marina del FUMACO senegalese durante un'esercitazione in ambiente boscoso nel 2013

Gli anni 1980 videro anche i primi impieghi operativi per la Marine nationale. Nel luglio 1981 una compagnia del FUMACO, rinforzata da un'unità di genieri e trasportata da un gruppo navale comprendente il pattugliatore Podor e un paio di motovedette, rappresentò l'avanguardia di una forza di spedizione senegalese inviata nel confinante Gambia per supportare il governo del presidente Dawda Jawara, alle prese con tentato colpo di Stato da parte di dissidenti politici interni ed elementi delle forze armate gambiane: il FUMACO stabilì una testa di ponte a Bijilo il 31 luglio, respingendo grazie al fuoco dei cannoni del Podor alcuni attacchi dei golpisti e imponendo un solido controllo delle zone costiere del Gambia per tagliare le vie di rifornimento e di fuga ai ribelli. Le truppe senegalesi furono poi ritirate alla fine di agosto dopo aver stroncato il golpe.
Nel gennaio 1984 le forze marittime senegalesi furono chiamate a difendere i confini meridionali della zona economica esclusiva nazionale, dopo che alcune unità navali della Guinea-Bissau erano intervenute per impedire la messa in opera da parte dei senegalesi di una piattaforma da esplorazione petrolifera in una zona contesa tra i due Stati. Nel corso dell'operazione Nedrill la Marine nationale schierò un gruppo navale composto dalla cannoniera Njambuur, dai pattugliatori Saint Louis e Podor e da un paio di motovedette per sorvegliare i confini marittimi meridionali del paese, a partire da una base logistica provvisoria allestita sull'isola di Carabane; l'operazione terminò infine nel giugno dello stesso anno, quando Senegal e Guinea-Bissau raggiunsero un accordo diplomatico per lo sfruttamento economico della zona contesa. 
Forze navali ed elementi del FUMACO furono schierate alla fine degli anni 1980 per supportare le operazioni dell'Esercito nell'ambito degli scontri con la guerriglia separatista della regione meridionale senegalese del Casamance. Questo impegno portò la Marine nationale ad attivare, nel 1997, un comando dedicato alle operazioni fluviali (Groupement de surveillance fluviomaritime o GSFM) e ad ampliare la sua linea di unità da trasporto anfibio: la Falemé, radiata per obsolescenza nel 1986, fu rimpiazzata nel 1995 da un'unità gemella dismessa dalla Marina francese, mentre nel 1999 fu acquisito un più piccolo mezzo da sbarco tipo LCM sempre ceduto di seconda mano dai francesi. Nel 2011 infine la LCT Karabane venne affiancata da un'unità gemella, la Gorée, un'altra unità dismessa dalla Marina francese e ceduta di seconda mano.

### Il periodo attuale

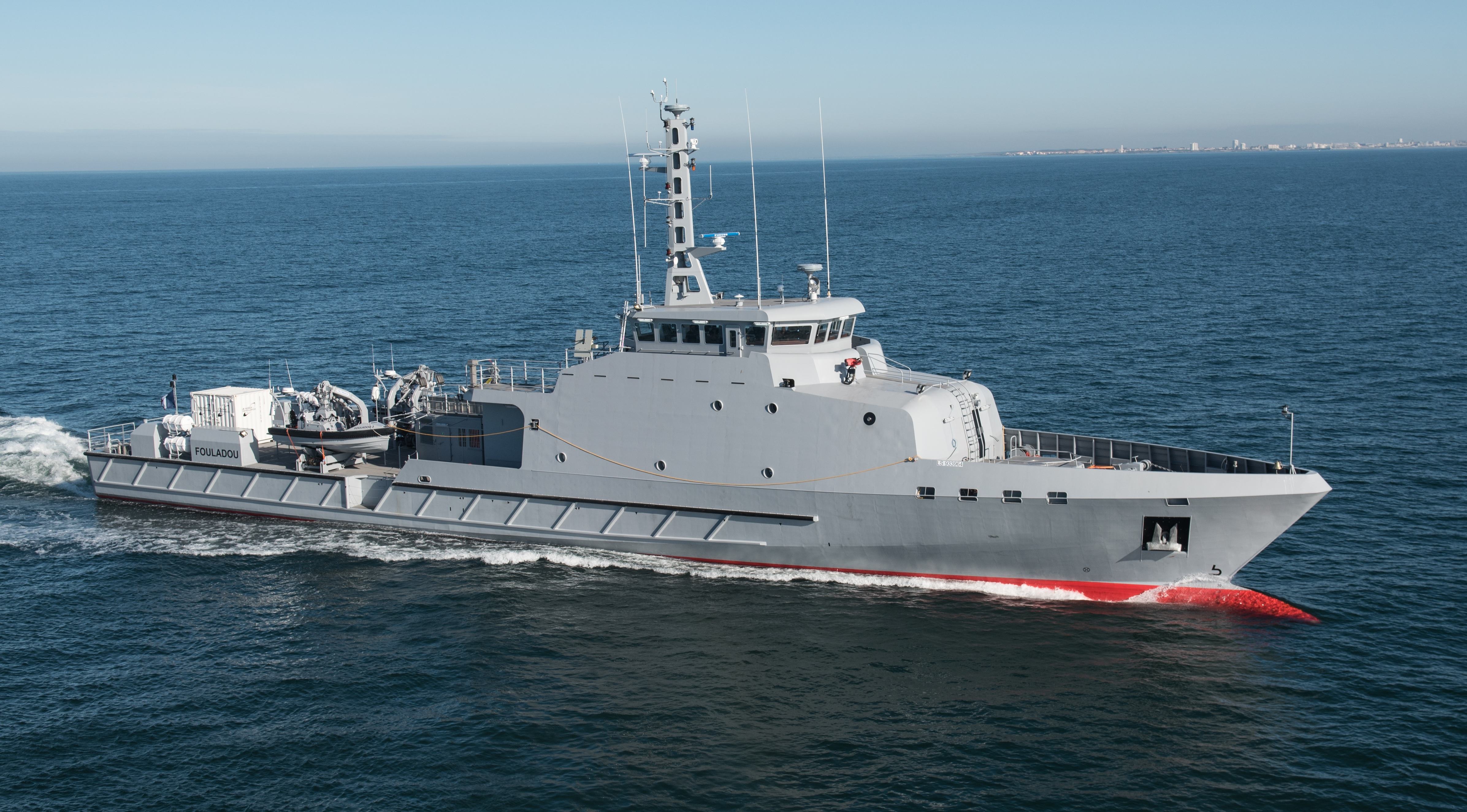
Il pattugliatore Fouladou fotografato in navigazione nel 2017

Tra il giugno 1998 e il maggio 1999 truppe senegalesi furono estesamente impegnate negli scontri della guerra civile della Guinea-Bissau, in appoggio al governo locale. Sotto il nome in codice di operazione Gabou, la Marine nationale curò il trasporto del corpo di spedizione senegalese e il suo sbarco in Guinea-Bissau sotto il fuoco nemico, oltre ad assicurare il controllo delle necessarie linee di rifornimento navale tra Dakar e Bissau nonché l'evacuazione di feriti e rifugiati civili; il gruppo navale così impiegato comprendeva i pattugliatori Fouta e Saint Louis, la nave da sbarco Karabane, quattro motovedette e un traghetto civile requisito, oltre a una compagnia del FUMACO. Le unità senegalesi furono infine ritirate dalla Guinea-Biassu nel luglio 1999, quando la situazione interna si fu stabilizzata.
La scoperta di giacimenti offshore di idrocarburi nella zona economica esclusiva senegalese, la necessità di contrastare fenomeni di pirateria lungo la costa e di supportare l'Esercito nel perdurante conflitto a bassa intensità nel Casamance portarono la Marine nationale a varare, all'inizio degli anni 2010, un piano di potenziamento e ammodernamento della linea del naviglio in servizio. Il primo a entrare in servizio fu, nel 2012, il pattugliatore Lac de Guiers, un'ex unità spagnola della classe Conejera da 110 tonnellate di dislocamento armata con una mitragliera da 20 mm; nel 2013 cantieri francesi consegnarono il nuovo pattugliatore costiero Ferlo, mentre nel 2015 furono consegnati il Kédougou, un pattugliatore di costruzione francese da 450 tonnellate di dislocamento armato con una mitragliera da 20 mm, e quattro motovedette veloci donate dagli Stati Uniti. Nel 2016 fu messo in servizio il Fouladou, un pattugliatore d'altura di origine francese da 500 tonnellate di dislocamento equipaggiato con una mitragliera da 30 mm e un RHIB; nel 2019 un contratto con Israele portò invece all'acquisto di cinque moderne motovedette della classe Shaldag, quattro delle quali effettivamente consegnate entro il 2020. Anche la componente ausiliaria fu potenziata, acquistando nel 2008 la nave appoggio Samba Laobe dalla Francia e nel 2018 la nave scuola Diender dalla Corea del Sud.
L'ultima acquisizione in ordine di tempo fu infine quella del pattugliatore costiero Taouay, gemello del Ferlo in servizio dal 2013, consegnato dai cantieri francesi nel 2021.

## Struttura
I circa 1000 effettivi della Marine nationale in servizio al 2022 sono organizzati in uno stato maggiore generale con quattro divisioni interne (operazioni, logistica, risorse umane e risorse tecnologiche), un'articolazione territoriale con quattro zone marittime costiere e tre zone fluviali interne, e tre corpi operativi: il Groupement naval opérationnel (GNO) per la direzione delle operazioni navali e la gestione del naviglio, suddiviso in quattro flottiglie separate per i pattugliatori d'altura, i pattugliatori costieri, le motovedette e i mezzi da sbarco; il Groupement de soutien de la Marine (GSM) per le attività legate alla logistica e per la gestione delle basi navali; il Groupement de surveillance fluviomaritime (GSFM) per la direzione delle operazioni nelle acque interne, in particolare nella zona del fiume Casamance e dei suoi affluenti. Il GNO ha sede nella base centrale di Dakar, dove sono situati anche il quartier generale della Marina e il principale arsenale navale, mentre il GSFM ha il suo comando presso la base secondaria meridionale di Elinkine; il GSM ha sede invece nella nuova base secondaria settentrionale di Saint-Louis, aperta nel 2014. Si aggiungono poi le forze speciali del FUMACO e un'accademia navale nazionale (École de la Marine nationale o EMAN), istituita nel 2019.